# Beynes (Alpi dell'Alta Provenza)
Beynes è un comune francese di 124 abitanti situato nel dipartimento delle Alpi dell'Alta Provenza della regione della Provenza-Alpi-Costa Azzurra.

## Società

### Evoluzione demografica
Abitanti censiti